# Entomosterna cruentata
Entomosterna cruentata là một loài bọ cánh cứng trong họ Cerambycidae.